# Аньсі
25°03′32″ пн. ш. 118°10′53″ сх. д. / 25.05879° пн. ш. 118.1814° сх. д.
Аньсі (кит. 安溪县, пін. Ānxī Xiàn) — один із повітів КНР у складі префектури Цюаньчжоу, провінція Фуцзянь. Адміністративний центр — містечко Фенчен.

## Географія
Аньсі у середньому розташовується на висоті близько 36 метрів над рівнем моря, лежить на річці Цзіньцзян на північ від гір Дайюньшань.

### Клімат
Повіт знаходиться у зоні, котра характеризується вологим субтропічним кліматом. Найтепліший місяць — липень із середньою температурою 29,2 °C. Найхолодніший місяць — січень, із середньою температурою 13,4 °С.
| Клімат повіту Аньсі                                | Клімат повіту Аньсі | Клімат повіту Аньсі | Клімат повіту Аньсі | Клімат повіту Аньсі | Клімат повіту Аньсі | Клімат повіту Аньсі | Клімат повіту Аньсі | Клімат повіту Аньсі | Клімат повіту Аньсі | Клімат повіту Аньсі | Клімат повіту Аньсі | Клімат повіту Аньсі | Клімат повіту Аньсі |
| Показник                                           | Січ.                | Лют.                | Бер.                | Квіт.               | Трав.               | Черв.               | Лип.                | Серп.               | Вер.                | Жовт.               | Лист.               | Груд.               | Рік                 |
| Середній максимум, °C                              | 18,3                | 19,2                | 21,5                | 25,8                | 29                  | 31,8                | 34,5                | 33,9                | 31,9                | 28,6                | 24,8                | 20,3                | 26,6                |
| Середня температура, °C                            | 13,4                | 14,2                | 16,5                | 20,8                | 24,3                | 27,3                | 29,2                | 28,6                | 27                  | 23,5                | 19,7                | 15,2                | 21,6                |
| Середній мінімум, °C                               | 10,1                | 11                  | 13,2                | 17,8                | 20,9                | 24                  | 25,5                | 25,2                | 23,7                | 19,8                | 16,2                | 11,7                | 18,2                |
| Норма опадів, мм                                   | 52.2                | 78.4                | 121.3               | 132.1               | 214                 | 271.1               | 202.9               | 289.8               | 163                 | 62.2                | 44.4                | 46.3                | 1677.7              |
| Вологість повітря, %                               | 73                  | 76                  | 77                  | 76                  | 78                  | 80                  | 75                  | 77                  | 74                  | 69                  | 70                  | 70                  | 75                  |
| -------------------------------------------------- | ------------------- | ------------------- | ------------------- | ------------------- | ------------------- | ------------------- | ------------------- | ------------------- | ------------------- | ------------------- | ------------------- | ------------------- | ------------------- |
| Джерело: Дані метеостанції №58929 (КНР, 1991-2020) |                     |                     |                     |                     |                     |                     |                     |                     |                     |                     |                     |                     |                     |